# Naura Ayu
Adyla Rafa Naura Ayu, née le 18 juin 2005 à Jakarta, est une chanteuse et actrice indonésienne.

## Biographie
Après la carrière de sa mère, Riafinola Ifani Sari, Naura Ayu devient une enfant chanteuse en 2014 avec la sortie de son premier album studio Dongeng qui remporte le prix du Meilleur album pour enfants lors de la 18e édition annuelle d'Anugerah Musik Indonesia. Naura Ayu est la première enfant chanteuse indonésienne à remporter le prix Triple Platine grâce à son quatrième album, Katakanlah Cinta qui se vend à 500 000 CD.
À ce jour, Naura Ayu est la seule enfant chanteuse à avoir remporté le plus de prix pour le meilleur enfant artiste solo de l'Anugerah Musik Indonesia, trois fois en 2016, 2018 et 2019,.
Fin 2019, Naura Ayu met fin à sa carrière d'enfant chanteuse et se rebaptise chanteuse adolescente marquée par la tenue du Konser Dongeng 4. Début 2021, Naura Ayu sort le single Kisah Kasih Sayang qui est son premier single en tant que chanteuse adolescente,.